# Maurice Pialat
Maurice Pialat (Cunlhat, 21 augustus 1925 – Parijs, 11 januari 2003) was een Frans filmregisseur en scenarist.
Pialat voltooide opleidingen aan de École des Arts Decoratifs en de École des Beaux Arts in Parijs. In 1951 begon hij met het maken van amateurfilms. Naast het regisseren voor het witte doek, theater en televisie, was hij ook acteur, schilder en documentairemaker.
Voor zijn films, veelal geschoten in cinéma-vérité stijl, werd hij meerdere malen onderscheiden. Zo won zijn debuutfilm uit 1969, L'Enfance Nue, een Prix Jean Vigo. À nos amours (1983) kreeg een César voor Beste film, en Sous le soleil de Satan ontving in 1987 de Gouden Palm. Hij regisseerde zelf de film Nous ne vieillirons pas ensemble (1972), de verfilming van zijn grotendeels autobiografische roman.
Maurice Pialat overleed op 77-jarige leeftijd in Parijs aan de gevolgen van nierfalen.

## Filmografie

### Regie - speelfilms
- Le Garçu (1995)
- Van Gogh (1991)
- Sous le soleil de Satan (1987)
- Police (1985)
- À nos amours (1983)
- Loulou (1980)
- Passe ton bac d'abord (1979)
- La Gueule ouverte (1974)
- Nous ne vieillirons pas ensemble (1972)
- Village d'enfants (1969)
- L'Enfance Nue (1968)